# Djamel Belmadi
Djamel Belmadi, (en árabe جمال بلماضي )  (nacido el 27 de marzo de 1976 en Champigny-sur-Marne, Francia) es un exfutbolista argelino que se desempeña como entrenador. Actualmente dirige al Al-Duhail de la Qatar Stars League.

## Carrera como jugador

### Francia y España
Nacido en Champigny-sur-Marne, Francia, Belmadi comenzó su carrera en el Paris Saint-Germain, debutando en enero de 1996 contra el Gueugnon antes pasar una temporada en el Martigues. Pasó la temporada 1997–98 en el Olympique de Marsella, y luego se mudó al Cannes para la temporada 1998–99. En agosto de 1999, fue fichado nuevamente por el Marsella, pero inmediatamente fue cedido al club español Celta de Vigo.
En enero de 2000, Belmadi regresó a Marsella y finalmente se aseguró un lugar regular en el mediocampo del primer equipo en 2000-01. En enero de 2001, aprovechó una rara oportunidad que se le presentó para jugar en el ataque de Marsella, cuando el maestro liberiano George Weah, que había sido el principal atacante, estaba fuera de servicio disputando encuentros con los Lone Stars de Liberia. Belmadi aprovechó la oportunidad para marcar un gol vital para el Marsella contra el Toulouse para mantener al Marsella justo fuera de la zona de descenso.
El 14 de abril de 2001, anotó el gol de la victoria en la victoria de Marsella por 2-1 sobre el Sedan, ante una multitud de cerca de 60.000 personas, lo que le dio al equipo de Bernard Tapie un salvavidas muy necesario fuera de descenso.

### Manchester City
En enero de 2003, Belmadi había caído en desgracia en el Marsella, dirigido en ese entonces por Alain Perrin, quien accedió a prestarlo al Manchester City de Kevin Keegan después de un exitoso ensayo. Se unió a filas con su compatriota argelino, Ali Benarbia. Hizo su debut completo con el City el 29 de enero de 2003 en Maine Road en una victoria por 4-1 ante el Fulham (junto con otro recluta de la liga francesa - David Sommeil).
En el breve tiempo de Belmadi en el Manchester City, solo disputó dos encuentros como titular y tuvo 6 apariciones ingresando desde el banquillo, la última de las cuales fue en una derrota por 1-0 contra el Southampton el 11 de mayo de 2003 en el último partido de liga en Maine Road. El único gol lo marcó Michael Svensson. Aunque a Kevin Keegan le gustó el estilo de juego de Belmadi, admitió que no podía permitirse otro espíritu libre en un equipo que ya tenía a Eyal Berkovic y Ali Bernabia, por lo que Belmadi regresó a Marsella.
En agosto de 2003, fue liberado por Marsella y jugó las temporadas 2003-04 y 2004-05 en Catar con Al-Ittihad y Al-Kharitiyath.

### Southampton
En julio de 2005, después de las pruebas en el Celtic, Wigan Athletic y Sunderland, Belmadi se unió al Southampton (entonces jugando en la Football League Championship) para su gira de pretemporada por Escocia. Harry Redknapp inicialmente le dio a Belmadi un contrato de un mes, e hizo su debut el 6 de agosto de 2005 en un empate 0-0 contra el Wolverhampton Wanderers. Su contrato se extendió hasta el final de la temporada 2005-06 después de actuaciones impresionantes en sus primeros juegos, incluido un gol contra el Crewe Alexandra el 27 de agosto de 2005. En enero de 2006, sufrió una lesión en el muslo, que lo dejó fuera del equipo hasta abril.
Sin embargo, Belmadi había hecho lo suficiente para persuadir a Southampton, ahora dirigido por George Burley, para que lo volviera a firmar para la temporada 2006-07. Esto nuevamente se vio afectado por problemas de lesiones, incluida una lesión en la rodilla que se produjo en septiembre, que lo dejó fuera hasta febrero. Recogió varias otras lesiones molestas que lo sacaron por largos períodos. Cuando estaba en forma, no había duda de la habilidad y calidad con el balón de Belmadi, ya fuera jugando a la izquierda oa la derecha del mediocampo. En su mejor momento, pudo desarmar a las defensas con sus pases y mantuvo bien el balón. Desafortunadamente, sus lesiones lo restringieron a 40 apariciones en sus dos años en el St Mary's. Su contrato con los Saints expiró el 30 de junio de 2007 y no se renovó cuando Southampton enfrentó las realidades financieras de una tercera temporada en el Championship.

### Valenciennes
Después de ser liberado por Southampton, Belmadi regresó a Francia y se unió al Valenciennes por un período de dos años. El 31 de enero de 2009, ante el Niza, disputó su último partido como futbolista profesional.

## Carrera internacional
Belmadi hizo su debut con Argelia el 9 de julio de 2000 contra Marruecos. Formó parte del equipo de Argelia en la Copa Africana de Naciones 2004, que terminó segundo en su grupo en la primera ronda de la competencia antes de ser derrotado por Marruecos en los cuartos de final. Belmadi jugó por última vez con Argelia en un partido de clasificación para la Copa del Mundo contra Zimbabue el 20 de junio de 2004, habiendo disputado 20 partidos y marcado 5 goles.

## Carrera como entrenador

### Lekhwiya

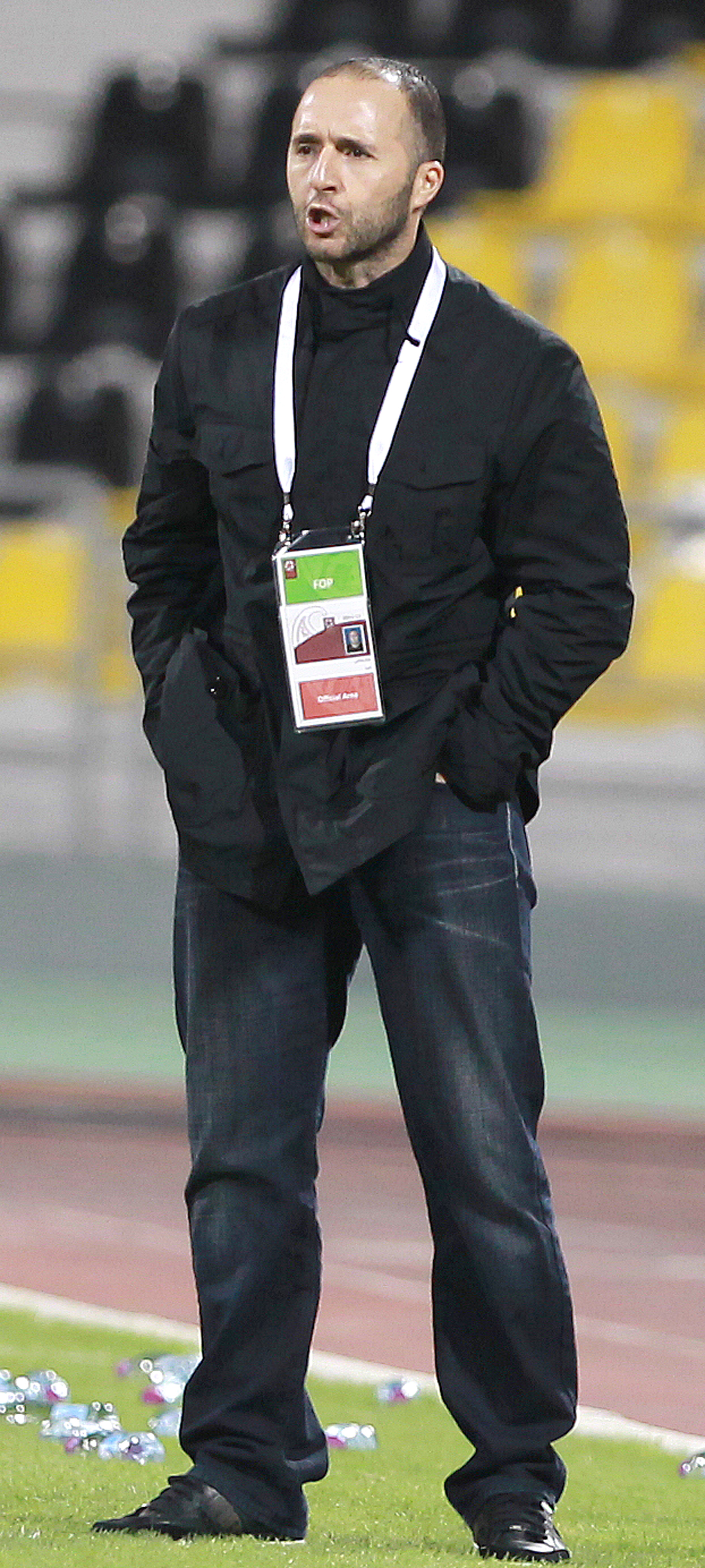
Belmadi en 2011

En el verano de 2010, Belmadi fue nombrado entrenador del club catarí recién ascendido Lekhwiya. En su primera temporada con el club, los llevó al título de la Catar Stars League 2010-11 por primera vez en la historia del club. También los llevó a la final de la Copa Sheikh Jassem 2010, donde perdieron ante Al-Arabi. Por segunda vez, Lekhwiya ganó el título de la Catar Stars League 2011-12, bajo la dirección de Belmadi. Luego fue despedido el 8 de octubre de 2012 y reemplazado por Eric Gerets, tras un mal comienzo de la temporada 2012-13.

### Catar B
En diciembre de 2013, Belmadi fue nombrado entrenador del equipo de Catar B, que estaba programado para participar en el Campeonato WAFF 2014 en su tierra natal. Llamó a varios extranjeros a la selección nacional, incluidos sus compatriotas Boualem Khoukhi y Karim Boudiaf después de que la QFA les informara que eran elegibles para competir por Catar. Catar se coronó campeón del Campeonato WAFF 2014 después de derrotar a la selección nacional de fútbol de Jordania el 7 de enero. Terminaron el torneo invictos, con 10 goles marcados y un solo gol encajado.

### Catar
El 15 de marzo de 2014, Belmadi fue presentado como el nuevo entrenador de la selección absoluta de Catar, reemplazando a Fahad Thani. Su primer partido como entrenador de Catar fue un empate 0-0 ante Macedonia. Llevó a su equipo a una notable primera victoria por 1-0 sobre Australia en un partido amistoso el 14 de octubre de 2014, después de haber logrado una victoria por 5-0 sobre Líbano y una victoria por 3-0 sobre Uzbekistán en sus dos partidos anteriores. En correspondencia con la actuación de Catar en los partidos amistosos antes mencionados, el canal deportivo Al Kass declaró que Catar está "mostrando signos de evolución con Belmadi" y que el equipo estaba "en proceso de renovación". Llevó a Catar a ganar la Copa de Naciones del Golfo 2014 al vencer al anfitrión Arabia Saudita en la final. Sin embargo, Catar mostró una mala forma en la Copa Asiática 2015 y fue eliminado en la fase de grupos después de tres derrotas consecutivas ante Emiratos Árabes Unidos, Irán y Baréin. Fue destituido de su cargo el 30 de abril de 2015.

### Lekwiya/Al-Duhail
El 19 de junio de 2015, Belmadi fue designado por segunda vez en su carrera como entrenador del Lekhwiya; fue un reemplazo de Michael Laudrup. En esta temporada de transición del Lekhwiya, a nivel nacional (cuarto en la liga), el club es finalista de la Copa Príncipe de la Corona pero pierde ante El-Jaish por 1-2. El club ganó la Copa Sheikh Jassem ese año, contra el Al-Sadd con un marcador de 4 a 2, luego la Copa de Catar con el mismo marcador y contra el mismo oponente pero después de la prórroga. Esta última victoria le permite clasificarse para la Liga de Campeones de la AFC.
Por lo tanto, para la temporada 2016-17, Lekhwiya participa en la Liga de Campeones. Lekwiya terminó en la cima del grupo por delante de Esteghlal Khuzestan, Al-Fateh y Al-Jazira. Sin embargo, el club fue eliminado por el club iraní Persépolis en los octavos de final. El club retuvo la Copa Sheikh Jassem contra Al-Rayyan con un marcador de 2-0 y luego ganó el campeonato con una sola derrota.
La temporada 2017-18 será la última temporada de Belmadi. Dentro del club, que cambió su nombre para convertirse en Al-Duhail, logró un lleno total en la fase de grupos de la Liga de Campeones de la AFC al ganar todos sus partidos en su grupo compuesto por Zob Ahan, Lokomotiv Tashkent y Al-Wahda. El Al-Duhail pasa esta vez a los octavos de final dejando al Al-Ain. Su equipo sería eliminado por Persépolis en la próxima ronda después de que su marcha. Logró ser campeón en Catar (su equipo termina la temporada invicto) y ganó dos copas nacionales (la Copa de Catar y la Copa del Príncipe Heredero).
Durante estos tres años pasados en Al-Duhail, Belmadi ganó 7 trofeos de 12 posibles y llegó 4 veces como finalista en copas nacionales. Después de una larga discusión con los dirigentes de Al-Duhail, dejó el club y fue reemplazado por Nabil Maâloul, entrenador de Túnez en la Copa Mundial de la FIFA 2018.

### Argelia
El 2 de agosto de 2018, Belmadi se convirtió en el entrenador de la selección nacional de Argelia. En su segundo campeonato internacional de fútbol (habiendo entrenado a Catar en la Copa Asiática 2015), el equipo argelino de Belmadi no fue considerado un contendiente serio para el trofeo porque el desempeño de Argelia en la clasificación para la Copa Africana de Naciones 2019 fue no prometedor, a pesar de encabezar el grupo con dos empates ante Gambia y una derrota fuera de casa ante Benín. La campaña de calificación poco impresionante aumentó la presión sobre Belmadi.
A pesar de las fuertes críticas, Belmadi llevó a Argelia al éxito y ganó su primer trofeo internacional. Argelia derrotó a todos los oponentes en su camino hacia la final de la Copa Africana de Naciones 2019 celebrada en Egipto, incluidas dos victorias sobre Senegal en la fase de grupos y en la final. Argelia ganó su segundo título continental y se convirtió en el segundo equipo del norte de África, después de Egipto, en ganar más de un trofeo AFCON.
El 24 de enero de 2024, fue relevado de sus funciones de mutuo acuerdo luego de que la selección africana quedara eliminada en la fase de grupos de la Copa Africana de Naciones 2023.

### Al-Duhail
El 7 de junio de 2025, comenzó una nueva etapa al frente del Al-Duhail.

## Clubes

### Como jugador
| Club                  | País       | Año       |
| --------------------- | ---------- | --------- |
| Paris Saint-Germain   | Francia    | 1995-1996 |
| FC Martigues          | Francia    | 1996-1997 |
| Olympique de Marsella | Francia    | 1997-1998 |
| AS Cannes             | Francia    | 1998-1999 |
| Celta de Vigo         | España     | 1999-2000 |
| Olympique de Marsella | Francia    | 2000-2003 |
| Manchester City       | Inglaterra | 2003      |
| Al-Ittihad            | Catar      | 2003-2004 |
| Al-Kharitiyath        | Catar      | 2004-2005 |
| Southampton           | Inglaterra | 2005-2007 |
| Valenciennes          | Francia    | 2007-2009 |

### Como entrenador
| Club        | País    | Año           |
| ----------- | ------- | ------------- |
| Lekhwiya SC | Catar   | 2010 - 2012   |
| Catar       | Catar   | 2014 - 2015   |
| Lekhwiya SC | Catar   | 2015-2018     |
| Argelia     | Argelia | 2018-2024     |
| Al-Duhail   | Catar   | 2025-presente |

## Palmarés

### Como entrenador

#### Campeonatos nacionales
| Título                     | Club      | País  | Año     |
| -------------------------- | --------- | ----- | ------- |
| Catar Star League          | Lekhwiya  | Catar | 2010-11 |
| Catar Star League          | Lekhwiya  | Catar | 2011-12 |
| Copa del Emir de Catar     | Lekhwiya  | Catar | 2015-16 |
| Catar Star League          | Lekhwiya  | Catar | 2016-17 |
| Catar Star League          | Al-Duhail | Catar | 2017-18 |
| Copa del Emir de Catar     | Al-Duhail | Catar | 2017-18 |
| Copa Príncipe de la Corona | Al-Duhail | Catar | 2017-18 |

#### Campeonatos internacionales
| Título                     | Club                 | País    | Año  |
| -------------------------- | -------------------- | ------- | ---- |
| Campeonato de la WAFF      | Selección de Catar B | Catar   | 2014 |
| Copa de Naciones del Golfo | Selección de Catar   | Catar   | 2014 |
| Copa Africana de Naciones  | Selección de Argelia | Argelia | 2019 |